# Festival Max Ophüls
 (février 2020).
Si vous disposez d'ouvrages ou d'articles de référence ou si vous connaissez des sites web de qualité traitant du thème abordé ici, merci de compléter l'article en donnant les références utiles à sa vérifiabilité et en les liant à la section « Notes et références ».

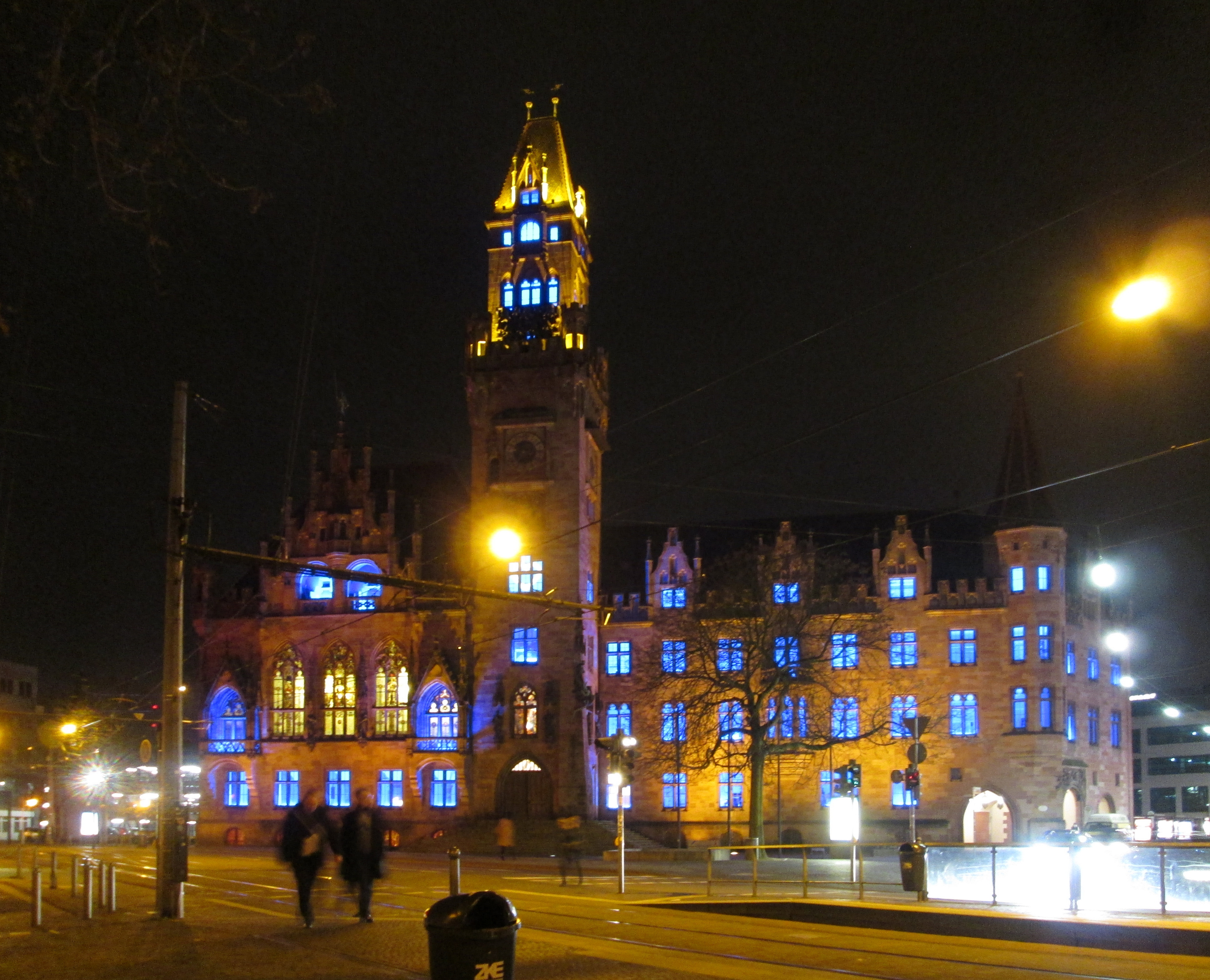
Sarrebruck, vue de nuit.

Le Festival Max Ophüls (en allemand : Filmfestival Max Ophüls Preis) est un festival du film qui a lieu annuellement depuis 1980 à Sarrebruck, en Allemagne.
Le concours, créé par Albrecht Stuby en 1980, est ouvert aux jeunes cinéastes germanophones en provenance principalement d'Allemagne, d'Autriche et de Suisse. Il est considéré comme l'un des forums les plus importants pour le jeune cinéma allemand.

## Le concours
Le concours est ouvert aux jeunes réalisateurs de langue allemande qui peuvent participer jusqu'à la réalisation de leur troisième long métrage ou documentaire. Les membres des huit jurys indépendants sont nommés chaque année par des experts.

## Les prix
Le jury principal décide du gagnant du Prix Max Ophüls et du prix du Ministre-président de Sarre. Le prix principal du festival, du nom de Max Ophüls, cinéaste français natif de Sarrebruck (Saarbrücken), est attribué au réalisateur d'un film de fiction ou d'un documentaire d'une durée d'environ 60 minutes. Les autres jurys choisissent les prix pour les meilleurs moyens métrages, courts métrages, documentaires et scénarios et d'attribuent le prix du jury œcuménique et le prix du jury des jeunes. Le prix du public est également attribué pour les meilleurs longs, moyens et courts métrages.
Prix du film dans la catégorie longs métrages :
- Prix Max Ophüls du meilleur long métrage
- Prix Max Ophüls de la meilleure réalisation (Prix du film de la ministre-présidente de la Sarre)
- Prix Max Ophüls du meilleur scénario Fritz-Raff
- Prix Max Ophüls du meilleur espoir
- Prix Max Ophüls : prix du public du meilleur long métrage
- Prix Max Ophüls pour le meilleur film à caractère social
- Prix Max Ophüls : prix du jury des jeunes
- Prix du jury œcuménique
- Prix Max Ophüls : prix de la critique du meilleur long métrage

Prix du film dans la catégorie documentaires :
- Prix Max Ophüls du meilleur documentaire
- Prix Max Ophüls de la meilleure musique dans un documentaire
- Prix Max Ophüls : prix du public du meilleur documentaire
- Prix Max Ophüls : prix de la critique du meilleur documentaire

Prix du film dans la catégorie moyens métrages :
- Prix Max Ophüls du meilleur moyen métrage
- Prix Max Ophüls : prix du public du meilleur moyen métrage
- Prix Max Ophüls du meilleur espoir

Prix du film dans la catégorie courts métrages :
- Prix Max Ophüls du meilleur court métrage
- Prix Max Ophüls : prix du public du meilleur court métrage

### Récipiendaires du Prix Max Ophüls
- 1980 : Der Willi-Busch-Report de Niklaus Schilling
- 1981 : Taxi zum Klo de Frank Ripploh
- 1982 : E Nachtlang Füürland de Clemens Klopfenstein et Remo Legnazzi
- 1983 : Café Malaria de Niki List
- 1984 : Peppermint Frieden de Marianne Rosenbaum
- 1985 : Raffl de Christian Berger
- 1986 : Nicht nichts ohne dich de Pia Frankenberg
- 1987 : Francesca de Verena Rudolph
- 1988 : Wendel de Christoph Schaub
- 1989 : Eis de Berthold Mittermayr
- 1990 : Schalom General de Andreas Gruber
- 1991 : Nie im Leben de Helmut Berger
- 1992 : Der Erdnußmann de Dietmar Klein
- 1993 : Hochzeitsnacht de Pol Cruchten
- 1994 : Scheinschwangerschaft de Denis Rabaglia
- 1995 : Einer meiner ältesten Freunde de Rainer Kaufmann
- 1996 : Der Nebelläufer de Jörg Helbling
- 1997 : Müde Weggefährten de Zoran Solomun
- 1998 : Mammamia de Sandra Nettelbeck
- 1999 : Three Below Zero – Drei unter Null de Simon Aeby
- 2000 : Verschwinde de hier de Franziska Buch
- 2001 : Das weiße Rauschen de Hans Weingartner
- 2002 : Mein Russland de Barbara Gräftner
- 2003 : Mein erstes Wunder de Anne Wild
- 2004 : Muxmäuschenstill de Marcus Mittermeier
- 2005 : Am Tag als Bobby Ewing starb de Lars Jessen
- 2006 : L'Eau qui dort de Benjamin Heisenberg
- 2007 : Full Metal Village de Cho Sung-hyung
- 2008 : Selbstgespräche de André Erkau
- 2009 : Universalove de Thomas Woschitz
- 2010 : Schwerkraft de Maximilian Erlenwein
- 2011 : Der Albaner de Johannes Naber
- 2012 : Michael de Markus Schleinzer
- 2013 : Der Glanz des Tages de Tizza Covi et Rainer Frimmel
- 2014 : Love Steaks de Jakob Lass[3]
- 2015 : Chrieg de Simon Jaquemet
- 2016 : Einer von uns de Stephan Richter
- 2017 : Siebzehn de Monja Art
- 2018 : Landrauschen de Lisa Miller
- 2019 : Une femme mélancolique de Susanne Heinrich
- 2020 : Neubau de Johannes Maria Schmitt
- 2021 : Borga de York-Fabian Raabe
- 2022 : Moneyboys de C.B. Yi[4]
- 2023 : Alaska de Max Gleschinski
- 2024 : Electric Fields de Lisa Gertsch